# Spin the Bottle (film 2003)
Spin the Bottle è un film del 2003 diretto da Ian Fitzgibbon.

## Trama
Il film è ambientato a Dublino e racconta la storia di un uomo chiamato Rats, il quale tenta di formare una band dopo essere stato rilasciato dalla prigione di Mountjoy, con il fine di racimolare soldi per un pellegrinaggio a Lourdes.

## Produzione
Il film è stato scritto dal regista Ian Fitzgibbon e dall'attore Michael McElhatton che nel film interpreta il personaggio principale Rats. I due avevano già lavorato precedentemente insieme per sit-com televisive come Paths to Freedom (2000) e Fergus's Wedding (2002), e per Fitzgibbon si tratta del primo lungometraggio da lui diretto. Il personaggio di Rats era già il protagonista della serie Paths to Freedom e il successo ricevuto ha dato l'idea per scrivere un intero film a lui dedicato. Il film è stato prodotto da Michael Garland e Paul Donovan.

## Distribuzione
Il film è stato distribuito nelle sale irlandesi dal 28 novembre 2003.

## Riconoscimenti
Il film ha ricevuto otto nomination agli Irish Film and Television Awards per miglior sceneggiatura, miglior montaggio, miglior attore protagonista (Michael McElhatton), miglior attrice protagonista (Bronagh Gallagher), miglior trucco (Patsy Giles), migliori costumi (Kathy Strachan), migliore scenografia (Padraig O'Neill) e miglior colonna sonora (John McPhillips), vincendo in queste ultime tre categorie.